# القرة (الحديدة)

تعديل مصدري - تعديل

القرة هي إحدى قرى مديرية الجراحي، التابعة لمحافظة الحديدة اليمنية، بلغ تعداد سكانها 1294 نسمة حسب الإحصاء الذي جرى عام 2004.